# Папе, Паскаль
Паскаль Папе (фр. Pascal Papé, род. 5 октября 1980 года) — французский регбист, игрок известный по выступлениям за «Стад Франсе» и национальную сборную Франции. Выступал на позиции лока (замка).

## Биография
Первый матч в сборной регбист провёл в 2004 году, в рамках встречи французов с ирландцами на Кубке шести наций 2004 года. Команда Папе одержала победу (35:17), а дебютант отметился попыткой.
Игрок не попал в заявку сборной на домашний чемпионат мира. Главный тренер той команды Марк Львервемон лишил Папе статуса игрока основного состава, однако регбист стал одним из обладателей Большого шлема, завоёванного французами в Кубке шести наций—2010. В следующем розыгрыше турнира спортсмен, впрочем, провёл всего одну игру, выйдя на замену в матче с Уэльсом. При всех неудачах последнего времени Папе отправился вместе с командой на новозеландский кубок мира, где выходил в стартовом составе на игры с Англией, Уэльсом и командой хозяев.
Травма капитана сборной Тьерри Дюсатуа позволила Папе занять позицию капитана французов. Игрок удерживал капитанскую повязку и после возвращения Дюсатуа в строй. Карьеру в сборной завершил после чемпионата мира 2015 года, где Франция завершила борьбу на стадии четвертьфинала, клубную — после сезона 2016/2017.